# اندری نیکیتین
اندری نیکیتین (اوکراینی: Андрій Дмитрович Нікітін؛ زادهٔ ۸ ژانویهٔ ۱۹۷۲) بازیکن فوتبال اهل اوکراین است.
از باشگاه‌هایی که در آن بازی کرده‌است می‌توان به باشگاه فوتبال زوریا لوهانسک اشاره کرد.